# Бензантрон
Бензантро́н (С17Н10О) — ароматичний кетон. Жовті кристали з температурою плавлення 171 °C.
В промисловості одержують з антрахінону та гліцерину при наявності сірчаної кислоти (H2SO4), сульфату міді (CuSO4) та цинкового пилу (Zn).
Бензантрон — вихідна речовина для синтезу багатьох кубових барвників.